# Seguridad social
La seguridad social o el seguro social, también llamada previsión social, es un sistema de seguro de salud que garantiza a la población nacional contra los costes de la asistencia sanitaria. Puede ser administrado por el sector público, el sector privado o una combinación de ambos. Los mecanismos de financiación varían según el programa y el país. El seguro de enfermedad nacional o estatutario no equivale a una asistencia sanitaria gestionada o financiada por el gobierno, sino que suele establecerse mediante una legislación nacional. En algunos países, como el sistema Medicare de Austria, el Servicio Nacional de Salud del Reino Unido y el Servicio Nacional de Seguro de Salud de Corea del Sur, las contribuciones al sistema se realizan a través de los impuestos generales y, por tanto, no son opcionales, aunque el uso del sistema sanitario que financia sí lo sea. En la práctica, la mayoría de las personas que pagan por el NHI se afiliarán a él. 
Se refiere principalmente a un campo de bienestar social relacionado con la protección social o cobertura de las necesidades reconocidas socialmente, como la salud, la vejez y las discapacidades. La Organización Internacional del Trabajo, en un documento publicado en 1991 denominado Administración de la seguridad social, definió la seguridad social como sigue:

La protección que la sociedad proporciona a sus miembros, mediante una serie de medidas públicas, contra las privaciones económicas y sociales que, de no ser así, ocasionarían la desaparición o una fuerte reducción de los ingresos por causa de enfermedad, maternidad, accidente de trabajo, o enfermedad laboral, desempleo, invalidez, vejez y muerte; también la protección en forma de asistencia médica y de ayuda a las familias con hijos.

## Objetivos
El objetivo de la seguridad social es tomar en cuenta:
- El seguro social, es decir, la entidad que administra los fondos y otorga los diferentes beneficios que contempla la seguridad social en función del reconocimiento a contribuciones hechas para un esquema de seguro. Estos servicios o beneficios incluyen generalmente la provisión de pensiones de jubilación, el seguro de incapacidad, las pensiones de viudez y orfandad, los cuidados médicos y el seguro de desempleo.
- El mantenimiento de ingresos, principalmente la distribución de efectivo en caso de pérdida de empleo, incluidos la jubilación, la discapacidad y el desempleo.
- Los servicios prestados por las administraciones responsables de la seguridad social. Según el país, ello puede incluir cuidados médicos, aspectos de trabajo social e incluso relaciones industriales.
- El término también se usa para referirse a la seguridad básica, un término aproximadamente equivalente al acceso a las necesidades básicas, tales como alimento, educación y atención a la salud o cuidados médicos.

## Historia

### Alemania
La seguridad social nació en Alemania, en la época del canciller Otto von Bismarck, con la Ley del Seguro de Enfermedad en 1883, y la Ley del Seguro de Accidente en 1884. El 24 de mayo de 1899, el Reichstag del Imperio Alemán aprobó un seguro de vejez e invalidez. El 1 de enero de 1891 se introdujo definitivamente el seguro de pensiones.

### Estados Unidos
La expresión seguridad social se popularizó a partir de su uso por primera vez en una ley en Estados Unidos; concretamente, en la Social Security Act (Ley de seguridad social) de 1935.

### Gran Bretaña
William Beveridge amplió el concepto usado en Estados Unidos en el llamado Informe Beveridge, de 1942, para Gran Bretaña, con las prestaciones de salud y la constitución del National Health Service (Servicio Nacional de Salud) británico, en 1948.

### Japón
Japón, desde antes de la Segunda Guerra Mundial, fue uno de los principales impulsores mundiales de la seguridad social, al haber creado el Ministerio de Sanidad, Trabajo y Bienestar y su propio sistema de pensiones e incapacidad. El sistema incorporó, tras la Segunda Guerra Mundial, los principales rasgos del Estado del bienestar. A finales de la década de los 50, la promulgación de dos leyes —la Ley del Seguro Nacional de Enfermedad y la Ley de la Pensión Nacional— permitió que los trabajadores autónomos, los dedicados a la agricultura y otros que no estaban incorporados al sistema de la seguridad social pudieran beneficiarse del sistema nacional de pensiones y del seguro nacional de enfermedad. En abril de 1961 entró en vigor un sistema de seguro de enfermedad y pensiones para todos los ciudadanos japoneses, que fue costeado por el Estado en una coyuntura de rápido crecimiento económico.

### Unión Europea
La Unión Europea estableció los principios de la coordinación europea de seguridad social:
El 1 de mayo de 2010 entraron en vigor dos normas que modernizan la coordinación: los Reglamentos 883/2004 y los Reglamentos 987/2009.
La Comisión Administrativa de Coordinación de los Sistemas de Seguridad Social (CACSSS) está formada por un representante de cada país de la Unión Europea y un representante de la Comisión Europea. Su cometido es resolver cuestiones administrativas, pronunciarse sobre la interpretación de la normativa en materia de coordinación de la seguridad social y propiciar la colaboración entre los países miembros de la UE.[cita requerida]
Mutual Information System on Social Protection (MISSOC), siglas en inglés del Sistema de Información Mutua sobre Protección Social, ofrece acceso a información detallada, comparable y periódicamente actualizada sobre los sistemas nacionales de protección social.[cita requerida]
El Intercambio Electrónico de Información sobre Seguridad Social (EESSI) es un sistema informático alojado en la Comisión Europea que permite a los organismos de seguridad social de toda la UE intercambiar información de forma más rápida y segura, tal como exigen los Reglamentos europeos sobre coordinación de la seguridad social.[cita requerida]

### Iberoamérica

#### Convenio Multilateral Iberoamericano de Seguridad Social
El Convenio Multilateral Iberoamericano de Seguridad Social, conforme a lo que previsto en su artículo 31.1, entró en vigor el 1 de mayo de 2011, tras la ratificación de siete estados: Bolivia, Brasil, Chile, Ecuador, El Salvador, España y Portugal; posteriormente, también fue ratificado por Paraguay. No obstante, de acuerdo con ese mismo artículo, la efectividad del convenio quedó condicionada a la firma por dichos Estados del Acuerdo de Aplicación que lo desarrolla. Hasta la fecha, el Acuerdo de Aplicación solamente ha sido firmado por España (el 13 de octubre de 2010) y por Bolivia (el 18 de abril de 2011).

## Por países

### Argentina
- Administración Nacional de Seguridad Social

### Chile
- El país dispone de uno de los sistemas de seguridad social más liberalizados del conjunto de naciones que conforman la OCDE. El sistema fue privatizado en los años ochenta y permite a las personas elegir una de las 6 asociaciones de fondos de pensiones.
- Pensiones: se implementó un sistema de ahorro de capitalización individual, en el cual solo se debía aportar de forma obligatoria alrededor de un 12,5% del salario percibido y deja al trabajador la libertad de aportar más porcentaje.
- Seguridad social en Chile

### Colombia
- Colpensiones
- Sistema de Seguridad Social Integral (SSSI)

### Costa Rica
- Caja Costarricense de Seguro Social

### Ecuador
La República del Ecuador inició con el Sistema de Seguridad Social tras la creación del Instituto Ecuatoriano de Seguridad Social (IESS) el 13 de marzo de 1928.
Además del mismo, cuenta con los siguientes Institutos de Seguridad Social:
- Instituto de Seguro Campesino, régimen especial para la población rural;
- Instituto de Seguridad Social de Fuerzas Armadas;
- Instituto de Seguridad Social de la Policía Nacional

### España
- Seguridad Social en España
- Sistema de Información Contable de la Seguridad Social de España

### Francia
- Protección social en Francia
- Seguridad social en Francia

### Guatemala
- Oficina Nacional de Servicio Civil, para los trabajadores del Estado
- Instituto Guatemalteco de Seguridad Social, creado en 1946 por el Decreto No. 295 del Congreso de la República, para los trabajadores privados y empleados públicos del país, excepto la milicia.
- Instituto de Previsión Militar, creado en 1980 por el Decreto 5-80 del Congreso de la República, para las Fuerzas Armadas.

### México
En 1943, se promulga la Ley de Seguridad Social, que protege a los trabajadores en caso de accidente, enfermedad, jubilación y muerte, y que sentó las bases del IMSS Instituto Mexicano del Seguro Social.
LEY DEL SEGURO SOCIAL
Esta organización y administración del Seguro Social, en los términos consignados en esta Ley, están a cargo del organismo público descentralizado con personalidad jurídica y patrimonio propios, de integración operativa tripartita, en razón de que a la misma concurren los sectores público, social y privado, denominado Instituto Mexicano del Seguro Social, el cual tiene también el carácter de organismo fiscal autónomo.
El Seguro Social comprende: 
•	El régimen obligatorio,
•	El régimen voluntario. 
El Seguro Social cubre las contingencias y proporciona los servicios que se especifican a propósito de cada régimen particular, mediante prestaciones en especie y en dinero, en las formas y condiciones previstas por esta Ley y sus reglamentos. 
El régimen obligatorio comprende los seguros de:
I. Riesgos de trabajo; 
II. Enfermedades y maternidad; 
III. Invalidez y vida; 
IV. Retiro, cesantía en edad avanzada y vejez, y 
V. Guarderías y prestaciones sociales. https://www.diputados.gob.mx/LeyesBiblio/pdf/LSS.pdf
En México uno de cada de dos niños y jóvenes viven en una situación de pobreza, mientras que el 20% de estos se encuentra en pobreza extrema. La principal carencia de este sector es la seguridad social. La seguridad social en México está definida como la protección que la sociedad proporciona a sus miembros, mediante medidas públicas contra las privaciones económicas y sociales, protegiendo en casos de maternidad, accidentes laborales, enfermedades, desempleo, invalides, vejez, y fallecimiento, todo esto en busca del mejoramiento en los niveles de bienestar.
Uno de los principales problemas con los que se enfrenta la seguridad social en este país es el empleo informal. En México, el número de trabajadores informales asciende a 6 de cada 10 personas económicamente activas. Esto significa que más de la mitad de la población del país no cuenta con ningún tipo de protección o asistencia social, y si bien los programas existen, la falta de regulación laboral genera una falta de cumplimiento y afiliación a estos antes citados, por parte de la población económicamente activa.

### Panamá
- Caja de Seguro Social de Panamá

### Paraguay
- Instituto de Previsión Social

### Perú
- Seguro Social de Salud del Perú
- Oficina de Normalización Previsional

### Puerto Rico
- seguro social en Puerto Rico

### Reino Unido
- National Health Service

### Uruguay
- Banco de Previsión Social
- Ministerio de Trabajo y Seguridad Social

### Venezuela
- Tesorería de Seguridad Social Venezuela
- Ministerio del Poder Popular para el Trabajo y Seguridad Social
- Instituto Venezolano de los Seguros Sociales

### República Dominicana
- Sistema Dominicano de Seguridad Social (SDSS)